# ناندو مونوز
ناندو مونوز (انگلیسی: Nando Muñoz؛ زادهٔ ۳۰ اکتبر ۱۹۶۷) بازیکن فوتبال اهل اسپانیا است.
از باشگاه‌هایی که در آن بازی کرده‌است می‌توان به باشگاه فوتبال اسپانیول، باشگاه فوتبال رئال مادرید، باشگاه فوتبال الچه، باشگاه فوتبال سویا، و باشگاه فوتبال بارسلونا اشاره کرد.
وی همچنین در تیم‌های ملی فوتبال زیر ۱۸ سال اسپانیا، زیر ۲۱ سال اسپانیا، و اسپانیا بازی کرده‌است.